# Verónica Lope Fontagne
Verónica Lope Fontagne (* 1. Februar 1952 in Caudéran, Frankreich) ist eine spanische Politikerin der Partido Popular. Sie war von 2009 bis 2019 Abgeordnete im Europäischen Parlament.

## Leben
Lope Fontagne wurde 1952 in der ehemaligen französischen Gemeinde Caudéran (heute ein Stadtteil von Bordeaux) geboren. Sie studierte Rechtswissenschaften und erlangte einen Abschluss, praktizierte aber nie als Anwältin.
Lope Fontagne ist Mitglied der Partido Popular. Ihre politische Laufbahn begann sie als Kommunalpolitikerin in Saragossa, der Hauptstadt von Aragonien. Dort war sie von 1995 bis 1999 Stadträtin für soziale Angelegenheiten und von 1999 bis 2003 stellvertretende Bürgermeisterin mit Zuständigkeit im Bereich Kultur. Als Nachrückerin für Luisa Fernanda Rudi Úbeda vertrat sie von 2004 bis 2008 den Wahlkreis Saragossa im Unterhaus Congreso de los Diputados (8. Legislaturperiode). Sie gehörte den Parlamentsausschüssen für Justiz, Wirtschaft und Finanzen, Kultur und Straßenverkehrssicherheit an.
Lope Fontagne trat als Kandidatin auf Listenplatz 15 der PP bei der Europawahl 2009 an und wurde zur Abgeordneten des 7. Europäischen Parlamentes gewählt, wo sie zur Fraktion der Europäischen Volkspartei (Christdemokraten) gehörte. Bei der Europawahl 2014 trat sie erneut an, dieses Mal auf Platz 10 der PP-Liste und verteidigte ihr Mandat. Sie war während beider Legislaturperioden Mitglied des Ausschusses für Beschäftigung und soziale Angelegenheiten. Dort arbeitete sie unter anderem an Berichten über den Europäischen Sozialfonds und den Globalisierungsfonds. Von 2014 bis 2017 war sie auch Mitglied des Haushaltskontrollausschusses des Europäischen Parlaments. Zudem leitete sie von 2014 bis 2019 zusammen mit Silvia Costa die interfraktionelle Arbeitsgruppe für extreme Armut und Menschenrechte. 2015 initiierte sie im Parlament einen Beschluss für soziales Unternehmertum und den Kampf gegen Arbeitslosigkeit.
2019 ernannte das Europäische Parlament Lope Fontagne zur Sachverständigen der Europäischen Stiftung zur Verbesserung der Lebens- und Arbeitsbedingungen (Eurofound).